# 郑怀颖
郑怀颖（1950年—），中国女子乒乓球运动员。她曾获得1975年世界乒乓球锦标赛女子团体金牌。她还在1974年亚洲运动会上获得女子双打、女子团体和混合双打三个小项的冠军。